# Caso Marbury v. Madison

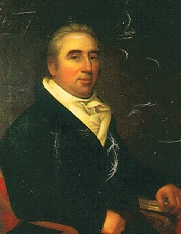
William Marbury.

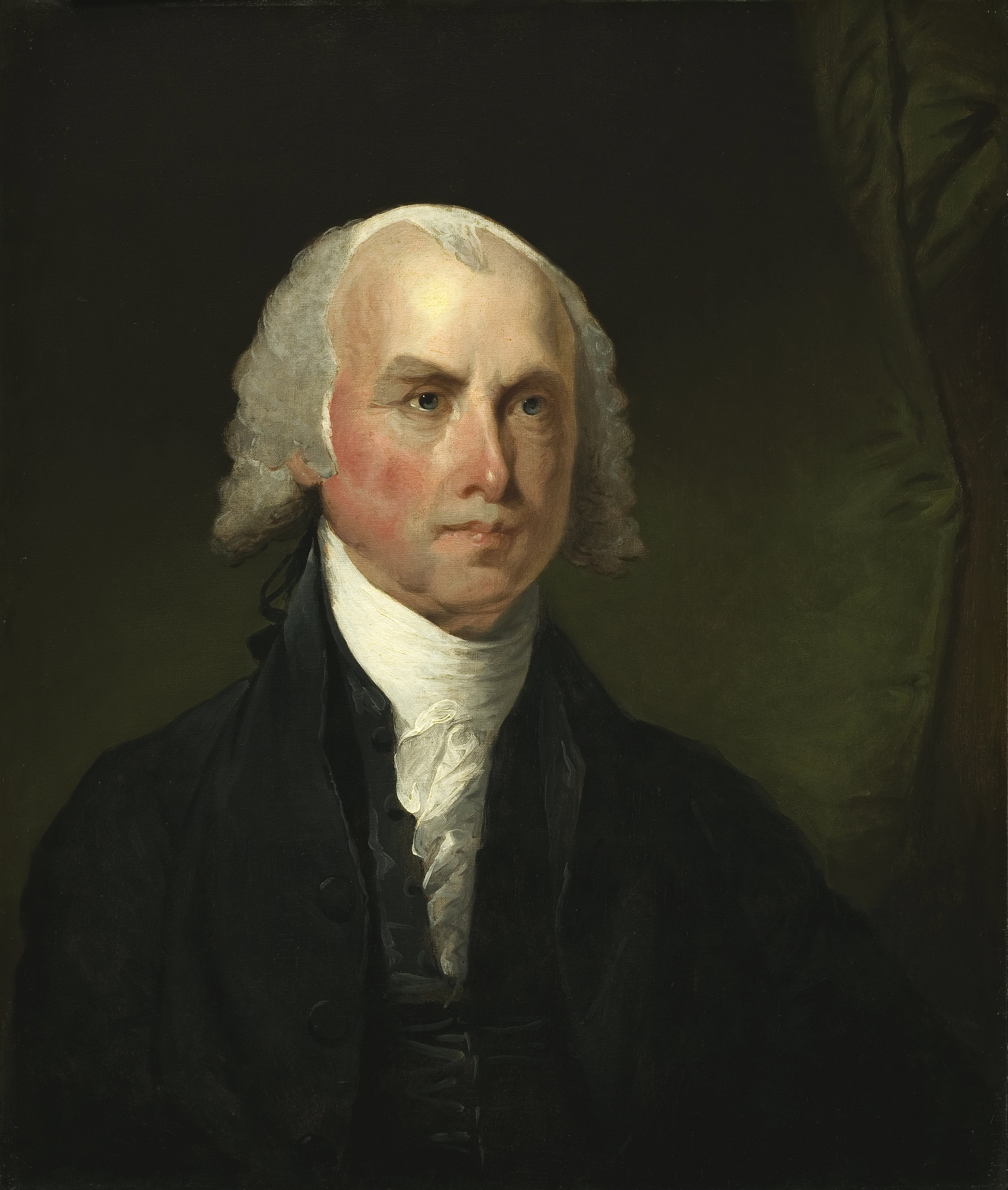
James Madison.

O Caso Marbury contra Madison, decidido em 1803 pela Suprema Corte dos Estados Unidos, é considerado o marco inicial do controle de constitucionalidade exercido pelo Poder Judiciário. Por meio dessa decisão, a Suprema Corte desenvolveu e estruturou a sua competência para exercer o controle de constitucionalidade com base no Artigo III da Constituição Norte-Americana, afastando as leis federais que contrariam a Constituição.

## Histórico
Na eleição presidencial dos Estados Unidos realizada em 1800, o candidato republicano, Thomas Jefferson,  derrotou o adversário federalista e então presidente do país,  John Adams. Após a derrota nas eleições (17 de fevereiro de 1801) e um pouco antes de encerrar o seu mandato (4 de março de 1801), John Adams nomeou aliados de seu partido político para cargos importantes a fim de estabelecer um certo controle sobre o Poder Judiciário. Em 13 de fevereiro de 1801, o Congresso aprovou uma nova lei de organização do Poder Judiciário (Judiciary Act of 1801), que reduziu o número de Ministros da Suprema Corte, conferiu ao Presidente o poder de nomear novos juízes federais e juízes de paz e alterou o número e a distribuição das cortes no país. Dessa forma, após a aprovação desta lei, John Adams nomeou seus aliados para os cargos de juízes federais e juízes de paz, além de nomear como presidente da Suprema Corte seu Secretário de Estado, John Marshall.
As indicações para os cargos de juízes de paz foram aprovadas pelo Senado e o Presidente Adams assinou os termos de investidura, cabendo, por fim, ao secretário de Estado, John Marshall, entregar os diplomas aos investidos. Em razão do curto período de tempo até que o mandato de John Adams se encerrasse , muitos diplomas não foram entregues aos interessados. Quando Thomas Jefferson assumiu a presidência do país, as nomeações não foram reconhecidas e o novo Secretário de Estado, James Madison, não entregou os diplomas de investidura para os juristas nomeados por Adams, impossibilitando-os de assumir os cargos e exercer as suas funções.
Entre os juízes de paz nomeados e que não receberam o diploma de investidura a tempo encontrava-se William Marbury, que pediu, perante a Suprema Corte, o reconhecimento da sua nomeação e a entrega do seu diploma, através de um "writ of mandamus". Quem presidia a Suprema Corte e foi relator do caso Marbury contra Madison era John Marshall, indicado pelo ex-presidente John Adams.

### O Caso
O caso foi apresentado pelo presidente da Suprema Corte, John Marshall, com base em 3 questões-diretrizes: se o requerente tem direito ao diploma de investidura; se o requerente possui esse direito e foi violado, as leis do país oferecem um remédio legal; e se esse remédio legal é o "mandamus" expedido pela Suprema Corte.
Marshall respondeu prontamente a primeira pergunta, afirmando que Marbury possui direito ao diploma de investidura. Segundo o entendimento da corte, a partir do momento em que o Presidente assinou o diploma e o selo dos Estados Unidos foi afixado pelo Secretário de Estado, a nomeação de Marbury é válida e o diploma está completo, possuindo o requerente, portanto, o direito de receber o seu diploma.
Em relação ao segundo questionamento, Marshall afirma que os Estados Unidos é um governo de leis e que, portanto, toda violação a um direito legal possui um respectivo remédio legal para repará-la. Entretanto, Marshall analisa a natureza do ato do Poder Executivo em questão para saber se este ato pode ser examinado pela corte ou não. No que diz respeito aos atos do Executivo que expressam mera vontade política, estes não podem ser examinados pelo Judiciário devido à discricionariedade que o Poder Executivo possui em relação a suas condutas de índole meramente política. Já os atos que podem ser examinados pela corte são os atos do Executivo que possuem um elo com a concretização dos direitos fundamentais dos indivíduos. Dessa forma, quando o oficial do Poder Executivo é incumbido de uma tarefa, de cuja realização depende a efetivação dos direitos individuais, fica claro que o cidadão que se considerar lesado tem o direito de procurar um remédio legal para reparar tal violação. A Suprema Corte considerou o ato de entregar o diploma de investidura a Marbury uma mera função a ser exercida pelo oficial do Executivo, sem cunho político e que, portanto, Marbury possui  direito a um remédio legal.
Por fim, após constatar que Marbury possui o direito de receber o diploma de investidura e que as leis do país oferecem um remédio legal para a violação desse direito, Marshall analisa se esse remédio é o "writ of mandamus" pleiteado pelo requerente. Isto depende, segundo o entendimento da corte de dois fatores: da natureza do remédio pleiteado e dos poderes jurisdicionais da Suprema Corte.
Ao analisar o primeiro fator, a decisão se remete à origem do mandamus, constatando que, por definição, se trata de um meio judicial correto quando é endereçado a um oficial do governo, ordenando-o a fazer algo dentro de suas competências e funções. No caso de Marbury, o mandamus seria endereçado ao Secretário do Estado, James Madison, ordenando que ele entregue o diploma de investidura. Dessa forma, Marshall conclui que o requerente possui o direito pleiteado de writ of mandamus, uma vez que ele tem o direito de pedir a execução de uma obrigação de interesse público e de permanecer no exercício de seu direito.
Em relação ao segundo fator, Marshall verifica se o writ of mandamus pode ser expedido pela Suprema Corte, analisando seus respectivos poderes jurisdicionais. De acordo com o Judiciary Act,  a Suprema Corte está autorizada a expedir mandamus a qualquer pessoa que esteja exercendo funções oficiais em nome dos Estados Unidos. Entretanto, a Suprema Corte não estará autorizada a emitir o mandamus se a lei (no caso, o Judiciary Act) for inconstitucional, não produzindo efeitos vinculantes para atribuir obrigações e tarefas às demais autoridades. Dessa forma, Marshall analisa o Artigo III da Constituição dos Estados Unidos, que define as hipóteses em que a corte exercerá jurisdição originária ou recursal, para verificar a incompatibilidade. Segundo o entendimento de Marshall, o Congresso não tem o poder de modificar a jurisdição da Suprema Corte estabelecida constitucionalmente, alterando os casos em que seria exercida jurisdição ordinária no lugar da jurisdição recursal ou vice-versa. Se o Congresso pudesse alterar a atribuição feita pela Constituição, esta perderia o seu sentido e seria um texto supérfluo, tornando-se inoperante e desprovida de efeitos. Consequentemente, Marshall identificou um conflito entre o Judiciary Act e a Constituição dos Estados Unidos (Artigo III), no que diz respeito às hipóteses em que a Suprema Corte atuará através de sua jurisdição originária ou recursal.
A fim de resolver esse conflito, Marshall retoma a natureza e a razão de adotar Constituições escritas, que têm a finalidade de estabelecer os limites entre os poderes. Não haveria sentido adotar uma Constituição escrita se esses limites estabelecidos fossem desconsiderados. Dessa maneira, a Constituição configura-se como lei suprema, imodificável através de meios ordinários como o Judiciary Act, por exemplo, o que caracteriza os atos do Poder Legislativos, contrários à Constituição, nulos, desprovidos de autoridade e de efeitos vinculantes. Como a Constituição encontra-se, asseguradamente, num patamar superior às demais leis do país, a norma que será utilizada para resolver o caso será a própria Constituição dos Estados Unidos, e não o Judiciary Act.
Segundo Marshall, para que a corte possa expedir o mandamus, ela deve exercer a jurisdição recursal, e não originária. Uma vez afastado o Judiciary Act, que  definia a expedição do mandamus pela Suprema Corte como jurisdição originária, Marshall aplicou o Artigo III da Constituição dos Estados Unidos, que define a jurisdição originária da Suprema Corte nos casos que envolvam oficiais públicos, embaixadores, cônsules ou nos quais um Estado-membro seja parte e jurisdição recursal nas demais hipóteses. Dessa forma, o mandamus pleiteado por Marbury teria sido impetrado como se fosse de jurisdição originária da Corte, sendo que de acordo com a Constituição ele não seria de sua competência originária, não estando esta autorizada, portanto, a expedi-lo.

### A decisão
De acordo com o Judiciary Act (1789), a Suprema Corte exerce a jurisdição ordinária na expedição de mandamus. Marbury, então, entrou o pedido de "writ of mandamus" diretamente na Suprema Corte, defendendo a sua jurisdição originária para expedir o mandamus pleiteado com base no Judiciary Act. Entretanto, como o Artigo III da Constituição dos Estados Unidos estabelece que a corte exercerá jurisdição originária nos casos que envolvam oficiais públicos, embaixadores, cônsules ou nos quais um Estado-membro seja parte, Marshall verificou a incompatibilidade entre os dispositivos. Dessa forma, a Suprema Corte definiu, no caso Marbury contra Madison, o marco inicial do controle de constitucionalidade ao estabelecer que as leis contrárias à Constituição são nulas, sendo todos tribunais vinculados à Constituição. O Judiciary Act, que autorizava a Suprema Corte a expedir writ of mandamus, foi afastado e declarado inconstitucional por ser incompatível com Constituição dos Estados Unidos.
Marbury possuia 3 opções iniciais para que o seu caso fosse apreciado pela Suprema Corte: ingressar diretamente com o caso na Suprema Corte; ingressar em uma instância inferior e, através da apelação, levar o caso até a Suprema Corte; ou ingressar em uma corte federal, apelando para as instâncias superiores dentro da jurisdição estatal e, então, apelar para a Suprema Corte como um caso de ordem/direito federal. Na primeira hipótese, a Suprema Corte atuaria através de sua jurisdição originária e, nas demais hipóteses, atuaria como corte de apelação. Como o requerente ingressou diretamente com o pedido de writ of mandamus na Suprema Corte, esta exerceu a sua jurisdição originária neste caso. De acordo com o Artigo III da Constituição dos Estados Unidos, para que a corte conceda o mandamus, ela deve atuar através da jurisdição recursal.
Desta forma, Marshall reconheceu o direito de Marbury de receber o seu diploma de investidura e que as leis do país oferecem o remédio legal (mandamus), mas declarou que a Corte não poderia expedí-lo, consolidando o controle de constitucionalidade da Suprema Corte e ressaltando a sua legitimidade em exercê-lo ao atestar a inconstitucionalidade do Judiciary Act.

### Estratégia
A decisão foi estruturada sob um ponto de vista estratégico de Marshall, que levou em consideração as circunstâncias e consequências políticas do julgamento. A oportunidade de firmar a doutrina referente ao poder da Suprema Corte em exercer o controle de constitucionalidade foi estruturada em  uma estratégia política de não se comprometer com o governo federal e de reforçar a autoridade da corte perante os demais poderes.
Ao indeferir o pedido com base na fundamentação constitucional, alegando a falta de competência da Suprema Corte em expedir o mandamus e afastando a aplicação do Judiciary Act, Marshall construiu duas principais vantagens políticas: evitou um conflito com o governo federal, pois o Presidente, Thomas Jefferson não reconheceu a nomeação, e o Secretário de Estado, James Madison, se recusou a entregar o diploma, estruturando assim uma decisão que estivesse de acordo com os interesses do governo; e afirmou o poder da Suprema Corte perante o Legislativo e o Executivo, ao estabelecer o marco inicial do controle de constitucionalidade, afastando as leis federais que são incompatíveis com a Constituição dos Estados Unidos.

## Leituras de Aprofundamento
1. DIMOULIS, Dimitri; LUNARDI, Soraya (2011). Curso de Processo Constitucional: Controle de constitucionalidade e remédios constitucionais. Editora Atlas S.A. São Paulo
2. McBride, Alex (December 2006). "The Supreme Court, The Court and Democracy, Landmark Cases, Marbury v. Madison (1803)". Thirteen/WNET New York. Retrieved 22 September 2017.
3. Nelson, William E. (2000). Marbury v. Madison: The Origins and Legacy of Judicial Review. University Press of Kansas.
4. Chemerinsky, Erwin (2015). Constitutional Law: Principles and Policies (5th ed.). New York: Wolters Kluwer
5. Sloan, Cliff; McKean, David (2009). The Great Decision: Jefferson, Adams, Marshall and the Battle for the Supreme Court. New York, NY
6. Clinton, Robert Lowry (1991). Marbury v. Madison and Judicial Review. University Press of Kansas.
7. Newmyer, R. Kent (2001). John Marshall and the Heroic Age of the Supreme Court. Louisiana State University Press.
8. Smith, Jean Edward (1996). John Marshall: Definer Of A Nation. Owl Books.